# Valentina Maza
Valentina Maza (Rancagua, 25 de diciembre de 1985) es una violista, cantautora, compositora y productora musical chilena.

## Biografía
Con estudios tempranos de arpa clásica y violín, Valentina Maza estudió Intérprete Superior en Viola en la Musikhochschule Stuttgart de Alemania y posteriormente obtuvo el título de Magíster en Gestión Cultural por la Universidad de Chile.
En 2022 fue seleccionada para la primera residencia artística del Centro Cultural Gabriela Mistral en Santiago con el proyecto "Busco espacio". Al siguiente fue nominada a los Premios Pulsar 2023 en las categorías Mejor Artista de Música Electrónica y Mejor Portada de Disco por  "Travesía".
Como productora musical ha participado en la creación o producción de encuentros musicales, incluyendo el Festival Internacional de Violín y Viola en 2012, el Festival Australis en 2014 y el Festival Lluviosa de Valdivia.
Su estilo ha sido descrito como "neoclásico con fuerte sentido visual. Ese enfoque deriva en paisajes sonoros, oníricos y minimalistas, sostenidos a veces en la viola, a veces en la voz y a veces en la electrónica".

## Discografía

### Álbumes de estudio
- 2022: Sueño travesía
- 2023: Cantos a la grieta encendida[5]
- 2024: Busco Espacio

### EP
- 2021:  Presencias
- 2021: Presentir
- 2021: Los que duermen
- 2021: Cuerdas